# Пересада-Суходольський Михайло Степанович
Пересада-Суходольський Михайло Степанович (*25 травня 1883, Валки — † 29 липня 1938, Львів) — український військовий діяч, генерал-хорунжий Армії УНР.

## Життєпис
Народився 23 травня 1883 у місті Валки тепер Харківської області.
Початкову освіту здобув у реальній школі. Закінчив Валківське міське училище.

### В російській армії
24 вересня 1903 року вступив на військову службу до 201-го піхотного резервного Лебединського батальйону. 1 червня 1906 його переводять до 269-го піхотного Богодухівського полку.
11 серпня 1904 р. був відряджений до Чугуївського піхотного юнкерського училища для вступу в училище, однак не витримав іспити і повернувся до свого полку.
Брав участь у російсько-японській війні 1904-05, де за бойові заслуги отримав звання прапорщика. З 03.11.1904 р. — молодший унтер-офіцер. 5 листопада 1905 Пересаду-Суходольського переводять у 270-й Куп'янський полк, а 15 березня 1906 направляють до 202-го піхотного резервного Старобільського полку.
14 серпня 1906 р.  — знов відряджений до Чугуївського піхотного юнкерського училища для вступного іспиту. З 4 вересня 1906 року стає юнкером Чугуївського піхотного училища, яке закінчує як один з найкращих випускників (першим у випускному списку з занесенням на мармурову дошку та премією у 50 рублів) у 1909 році.
Згодом служить підпоручиком у 1-му Варшавському фортечному батальйоні. 26 квітня 1910 р. був відряджений до Варшавського повітроплавного загону. 25 вересня 1910 його переводять у 150-й піхотний Таманський полк, який дислокується у Кобрині в Білорусі.
07 жовтня 1913 р., витримавши іспит, був зарахований до Миколаївської військової академії Генерального штабу. З 27 липня 1914 р. відряджений до полку і бере участь у Першій світовій війні, з 16 лютого 1915 р. служить обер-офіцером для доручень при штабу 27-го армійського корпусу.
22 липня 1916 р — відряджений на академічні курси. 02 серпня 1916 р. повернувся на попередню посаду у зв'язку з відкладенням відкриття курсів. 25 вересня 1916 р. — відряджений на навчання до Військової школи льотчиків-спостерігачів, яку закінчив 20 грудня 1916 р. 28 січня 1917 р. почав навчання на прискорених курсах Імператорської Миколаївської академії Генерального штабу.
17 червня 1917 р. закінчив старший клас прискорених курсів Академії Генерального штабу з призначенням до штабу Північного фронту, служив штаб-офіцером управління авіації штабу 5-ї армії.

### На службі Україні
До Української армії вступає 17 квітня 1918 року. Станом на 21 листопада 1918 займає посаду начальника муштрово-мобілізаційної частини штабу 7-ї пішої дивізії Армії Української Держави. Під час антигетьманського повстання переходить на сторону Директорії. З 14 грудня 1918 р. — т. в. о. начальника штабу 7-ї пішої дивізії військ Директорії.
У липні 1919 генерал-квартирмейстер штабу Київської групи Дієвої армії УНР, потім начальник штабу 4-ї Київської дивізії.
У грудні 1919 року Пересада-Суходольський був інтернований польською владою у місті Рівне. Згодом продовжує службу в армії, зокрема у березні 1920 обіймає посаду начальника штабу запасної бригади 6-ї Січової стрілецької дивізії Армії УНР, яка формувалась у Бресті-Литовському, а з травня того ж року начальник штабу 7-ї запасної бригади Армії УНР.
З 7 серпня 1920 начальник штабу 3-ї Залізної дивізії. З 05 жовтня 1920 р. — полковник.
У червні 1921 року начальник канцелярії Партизансько-Повстанського штабу Юрія Тютюнника.
З жовтня 1921 голова Українського інформаційного бюро у Львові, яке виникло замість Партизансько-Повстанського штабу та займалося розвідувальною діяльністю. .

### Життя в Галичині
Після поразки визвольних змагань 1917-21 поселився у Львові.
Згодом закінчив Стрийську молочарську школу та працював у кооперативних структурах Жовкви та Бережан.
Помер у Львові, похований на Янівському цвинтарі, поле № 38

## Вшанування
23 травня 2018 року на фасаді Валківського краєзнавчого музею було урочисто відкрито меморіальну дошку. 
31 серпня 2023 року у місті Валки вулицю Комарова перейменували на вулицю Генерала Пересади-Суходольського.

## Галерея

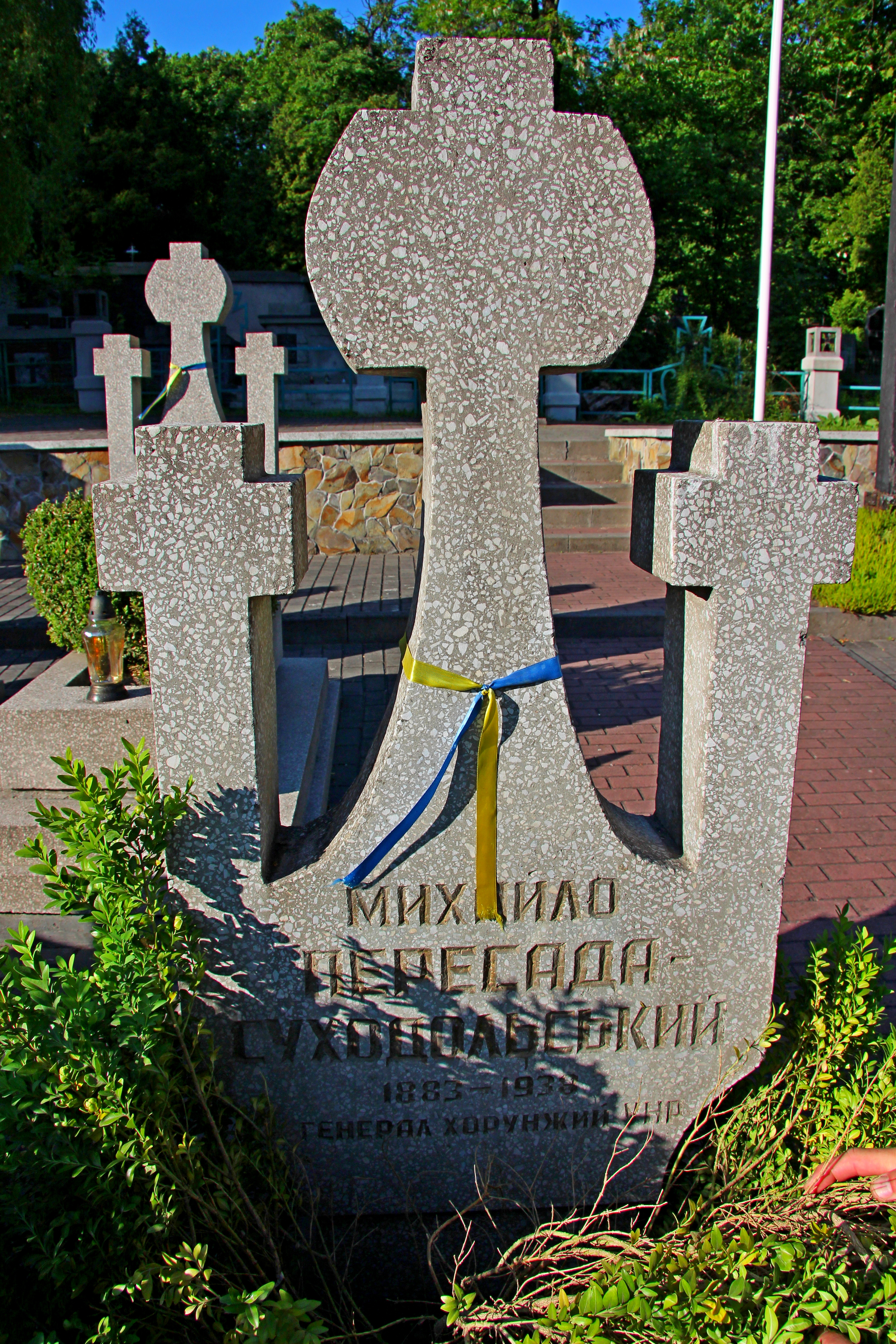
Місце поховання Михайла Пересади
Меморіальна дошка на фасаді Валківського краєзнавчого музею